# 김슬기 (축구 선수)
김슬기(金슬기, 1992년 11월 6일 ~ )는 대한민국의 축구 선수이며 포지션은 공격수이다.

## 축구인 경력

### 선수 경력
2014 K리그 드래프트를 통해 번외 지명으로 경남 FC에 입단하여  3라운드 전남 드래곤즈와의 경기에서 선발 출전하여 좋은 활약을 펼쳐 화제가 되었다.
5라운드에선 수원삼성과 홈경기에서 송수영에게 프로통산 첫 어시스트를 기록하며 신인답지않는 활약을하였다.
k리그 챌린지 2015 21R 안산 경찰청과의 경기에서 데뷔골을 기록하였으며 2016년에는 김종부 감독으로 신임을받았으나 연이은 부상으로 인해 16경기 출장에 그쳤다.
2017 시즌을 앞두고 박항서감독이 부임한
창원시청 축구단으로 이적하였다.
2018년, K3리그 어드밴스의 군복무로 포천시민축구단에 입단했다.